# 금천구립가산도서관
가산도서관은 서울특별시 금천구 가산동에 소재한 도서관이다.

## 연혁
- 2003년 3월 청소년독서실 건립계획 수립
- 2004년 7월 도서관건립 기본계획 수립
- 2005년 11월 기공식
- 2006년 11월 24일 준공
- 2007년 4월 9일 개관

## 시설현황
- 1층: 어린이자료실 모자실, 장애인실, 휴게쉼터
- 2층: 종합자료실, 연속간행물실, 휴게쉼터
- 3층: 디지털자료실
- 4층: 자유열람실 1·2실, 휴게쉼터
- 5층: 휴게쉼터
- 6층: 식당, 매점
- 옥상: 하늘공원

## 이용방법
이용시간
| 구분              | 평일          | 주말(토,일)   |
| ----------------- | ------------- | ------------- |
| 자유열람실 1·2    | 07:00~22:00   | 07:00~22:00   |
| 종합자료실        | 09:00~22:00   | 09:00 ~ 17:00 |
| 어린이실/장애인실 | 09:00 ~ 18:00 | 09:00 ~ 17:00 |
| 디지털자료실      | 09:00 ~ 18:00 | 09:00 ~ 17:00 |

휴관일
- 정기휴관일: 매월 두번째, 네번째 월요일
- 일요일을 제외한 법정 공휴일(공휴일과 겹친 일요일 휴관)
- 임시휴관일: 도서관 사정으로 임시로 정하는 휴일

대출방법
- 1인당 3권, 대출기간 2주
(독산도서관, 가산도서관, 시흥도서관, 금나래도서관, 작은도서관에서 대출한 도서 권 수 포함)
- 연체일수만큼 대여 불가
- 연장은 권당 1주일